# Remember Me (TUBEのアルバム)
『Remember Me』（リメンバー・ミー）は、日本のロックバンドであるTUBEの8枚目のオリジナル・アルバム。
1988年12月21日にCBS・ソニーからリリースされた。前作『Beach Time』（1988年）より7か月ぶりにリリースされた作品であり、作詞家として亜蘭知子、森山進治が参加、作曲家として栗林誠一郎、織田哲郎、鈴木キサブロー、清岡千穂が参加しているほか、前田亘輝による作詞が4曲と作曲が1曲、春畑道哉による作詞が1曲と作曲が3曲、松本玲二による作詞が1曲となっている。
前作リリース後にベース担当の角野秀行が交通事故を起こしたことから活動自粛となったため、残りのメンバー3人でレコーディングが進められた。本作のジャケットは4枚目のアルバム『BOYS ON THE BEACH』（1986年）以来でイラストレーターのわたせせいぞうが担当しており、メンバーが一人不在であることを暗示した内容になっている。また、前田や春畑の制作曲はそれまでのTUBEにはない世界観を盛り込んだ挑戦的なものとなっている。
本作はオリコンアルバムチャートにおいてLP盤が最高位第8位、総合では最高位第10位となった。本作からは三貴「カメリアダイアモンド」のコマーシャルソングとして使用された「Remember Me」が先行シングルとしてシングルカットされたが、本作にはアルバム・バージョンが収録されている。

## 背景
7枚目のアルバム『Beach Time』（1988年）リリース後の5月23日、ベース担当の角野秀行は運転中に交通事故を起こし病院に運ばれる事態となった。角野は当時交際していた女性を乗せた車でドライブをしていたところ、雨天の中時速140キロを超えるスピードを出していたことが原因となり、ハイドロプレーニング現象によってスリップし事故に至り角野は無事であったが同乗していた女性は死亡した。事故の影響により予定されていた日本テレビ系音楽番組『歌のトップテン』（1986年 - 1990年）への出演は中止となり、メンバーは全員自宅待機を事務所側から命じられることになった。面会が可能となったメンバーが角野の病院を訪れたところ、角野は泣きながら何度も謝罪を繰り返したという。後日スタッフも含めた話し合いの中で、TUBEの今後の方向として解散もしくは休業、あるいは3人のメンバーで活動を継続するという3択を迫られる形となり、前田亘輝は「角野が戻ってくるまで3人で続けていきます。だから、ツアーもやらせてください」と告げ、3人だけで活動を継続することを決定した。活動継続に至った経緯として、死亡した女性の両親から「娘のためにも音楽を続けてほしい」という依頼があったこと、またメンバーが「俺たちが今、一生懸命にやらないと、角野が戻って来る場所がない」という結論に達したことなども影響することとなった。前田は角野の代理として渚のオールスターズに参加していた栗林誠一郎にベース担当として参加するように依頼、栗林は「面白そうだね。俺はビジネスとしてやるよ」と快諾した。
その後アルバム『Beach Time』を受けたコンサートツアー「TUBE熱帯夜LIVE 夕方チャンス到来」を、同年8月4日の真駒内オープンスタジアム公演を皮切りに、8月28日の猪苗代リゾート公演まで6都市全6公演を実施した。初日の公演において前田は事故の影響もあり、それまでに感じたことのない緊張感とプレッシャーを感じていたが、演奏が始まるとそれまでと同様に歌うことに集中することが出来たという。「明日への道」を歌う前のMCにて、前田は「本当に今回ライヴをやってよかった。みんなどうもありがとう。これからもずっと一緒に楽しい思い出を作っていきたいと思ってます」と述べた。アンコールとして演奏された「Beach Boxer」が終わり、前田は聴衆に向かって角野の件を話そうとしたものの言葉が出ず、その内に客席から拍手が巻き起こり感極まった前田は、雨と水柱でドロドロになったステージに膝をついた状態で顔を埋めて口づけし、その行為によって客席からの拍手はより大きくなったほか、すすり泣きが聞こえてくる状態となった。最終曲「LOVE SONG」の演奏が終わった後、メンバーは「TUBEは絶対に終わらせない」と固く誓ってステージを降りたという。

## 録音、制作
1988年秋に本作のレコーディングは開始された。メンバーは長時間に亘って話し合いを行い、「いいものを作るためにはもっともっとがっちりスクラムを組んで挑んで行こう」と確認し合うことになった。レコーディング終了とともに解散するのではなく、起床時からともにレコーディングに向かい、レコーディング終了後も同じ家に戻って食事を取るという生活にするため、メンバー3人は一軒家を借りて共同生活を行うことになった。レコーディングが早めに終了した時はメンバー自ら食事を作ることもあったが、食事を作った経験のないメンバーはオニオンスープを作るのに2、3時間も要してしまうなど手際が悪く、また出来上がった食事に対しても「ねぇ、これ、料理っていうより生ゴミに近いんじゃない（笑）」という発言が出るなど見た目が悪く、誰が最初に食べるかで意見が衝突したものの食べてみると味に問題はなかったという。
学生時代のクラブ合宿のような生活を続ける中でメンバーの絆はそれまで以上に固く結びついていき、また楽曲に関してもメンバー自身の手で制作することを望んだ結果、松本玲二も1曲作詞を行うことになった。また3人は角野が絶対に戻って来ると信じていることのメッセージとして、ジャケットイラストをわたせせいぞうに依頼することにした。

## 音楽性とテーマ
書籍『地球音楽ライブラリー チューブ 改訂版』では、アルバムジャケットの表面には一席分空いているデッキチェアが描かれており、裏ジャケットでは帰ってきた仲間を迎えるような描写になっていることから、表ジャケットのBGMとして最適なのが1曲目「Remember Me」であり、裏ジャケットに最適なのが10曲目「See You Again」であると述べたほか、それぞれのイラストに題名を付けるとした場合にもそれが相応しいと記している。また、冒頭と結末を意味する2枚のイラストの間に組み込まれた物語が2曲目「HA・DA・KAでいこう」から9曲目「Lonely Revolution」であると同書では解釈している。
同書による物語の概略は、以下の通りとなっている。
男たちはパーティーを開く。パーティーとは男と女のカーニバル。その祭りが終わり、傷心が訪れる。傷んだ心を慰め、励ます仲間がいる。別の仲間も恋に破れる。雨が上がる頃、彼は彼女を想う。落ち込む仲間の気持ちを晴らすため、男たちは再びロックンロール・パーティーを開く。飲んで騒いだ明け方、男たちは肩を並べ、自らのGrowing Daysを懐かしむ。そして、かけがえのないものを感じるのだ。—『地球音楽ライブラリー チューブ 改訂版』より
同書では本作の中で最も注目すべき楽曲が「Don’t Think, It’s All Right」であると主張、前田による歌詞が恋とも友情とも異なる人間関係を描いており、それを「兄貴的包容力」と例えた上でそれまでのTUBEや前田の楽曲には存在しなかったキャラクターが表現されていることを指摘した上で、「それを見事に作品化している点に彼の底知れなさを感じずにいられない」と記している。また、同書では前作においてTUBEの楽曲の世界観が少年から成人へと成長した結果による産物であると主張した上で、「TUBEという時間の流れの中では必然なのである」と記している。その他に、春畑道哉の制作曲「I Think of You」も新たな世界観を開拓した楽曲であると主張、それまでにTUBEが確立してきた「ホット、さわやか、センチメンタル」という世界観の中に新たに「COOL」という価値観を与えようとした意欲作であると記している。「Keeping The Face」について音楽ライターである藤井徹貫は、「I Think of You」および「Heart of Rock’n Roll」と共に亜蘭と織田による制作曲に引けを取らない楽曲をTUBEメンバーが制作出来ることを証明した楽曲であると主張し、「前田・春畑コンビのソングライティング力が飛躍するきっかけが本曲。また、後々TUBEの重要な支柱となるファイティングソングの起点にもなった」と述べている。さらに本曲が14作目のアルバム『終わらない夏に』（1994年）収録曲である「傷だらけのHero」へと繋がるアスリートソングの原点となる楽曲であり、本曲によって開拓された数々の楽曲はファンからヒット曲と同様に愛されたと指摘、TUBEとファンとの関係をより強固なものにしたと藤井は主張した上で「その意味では、デビュー30周年を迎えることができた理由のひとつが本曲の存在だ」と2015年時点で述べている。その他、藤井は3作目のシングル「シーズン・イン・ザ・サン」（1986年）によって夏の暑さを手に入れたTUBEが本曲によって「心の熱さとファンからの信頼の厚さも手に入れたのだった」と述べている。

## リリース、アートワーク、チャート成績
本作は1988年12月21日にCBS・ソニーからLP、CT、CDの3形態でリリースされた。先行シングルとしてリリースされた「Remember Me」は三貴「カメリアダイアモンド」のコマーシャルソングとして使用された。本作を最後にTUBEは冬期にアルバムをリリースしていないため、書籍『地球音楽ライブラリー チューブ 改訂版』では「Remember Me」や「See You Again」という楽曲が暗示的であったと主張している。しかしその後27枚目のアルバム『WINTER LETTER』（2007年）が12月12日にリリースされ、19年ぶりに冬期にアルバムがリリースされることになった。
本作のジャケットは4枚目のアルバム『BOYS ON THE BEACH』（1986年）以来で、イラストレーターのわたせせいぞうがイラストを担当している。表ジャケットは夕方の浜辺に4つのデッキチェアが並べられ、3人の影が映っているが一席分空いている構図となっており、裏ジャケットでは帰ってきた仲間を迎えるような構図となっている。書籍『BLUE MEMORIES TUBE』では表ジャケットの4つ並んだサーフボードの一つの持ち主は角野であると主張し、またアルバムのクレジットに「Hideyuki Kakuno See You Next Summer!」という記述があることを指摘している。
本作のLP盤はオリコンアルバムチャートにて最高位第8位の登場週数12回で売り上げ枚数は0.8万枚、CTおよびCDを含めた総合では最高位第10位の登場週数10回で売り上げ枚数は7.8万枚となった。本作はその後CD盤のみ1991年7月1日および2003年7月2日に再リリースされている。

## ツアー
本作を受けたコンサートツアーは「TUBE LIVE AROUND KEEPING THE FACE」と題して、1989年1月10日の宇都宮市文化会館公演を皮切りに、同年5月2日の新潟県民会館公演まで43都市全51公演が行われた。角野はすでに退院していたものの、誹謗中傷に苛まれておりリハビリテーションをすれば手が動くようになるにも拘わらず、活動再開する気がまったく起きない状態となっていた。ある日角野の下を前田が訪れ近況を報告したものの、角野は沈黙しており心ここにあらずという状態であった。その状態に耐え切れなくなった前田は角野に対し「一度、ライブ見に来いよ。オマエがやってきたこと、4人で作ったものとやってきたことがそこにあるんだから。何言ってもしようがないんだから見に来い。いや、見ろ!」と発言した。前田の発言を受けて、角野は3月1日の静岡市民文化会館公演を観覧に訪れており、TUBEから脱退するつもりであった角野であったが、メンバーの演奏を聴いた角野は体の震えと涙を止めることが出来ず、「何ていいバンドなんだろう」という思いと同時に「コイツらの言うことだけは信用してやっていける」と確信し必ずTUBEに戻ると固く誓ったという。ライブの数日後、松本の下に角野から「ベースを弾き始めようと思うんだ」と連絡があり、角野からの連絡を心待ちにしていた松本はともに練習することを快諾することになった。

## 収録曲
- CDブックレットに記載されたクレジットを参照[26]。

| #         | タイトル                         | 作詞      | 作曲           | 編曲      | 時間  |
| --------- | -------------------------------- | --------- | -------------- | --------- | ----- |
| 1.        | 「Remember Me」                  | 前田亘輝  | 栗林誠一郎     | 明石昌夫  | 5:17  |
| 2.        | 「HA・DA・KAでいこう」           | 亜蘭知子  | 春畑道哉       | 春畑道哉  | 4:24  |
| 3.        | 「あとの祭り〜After Carnival〜」 | 亜蘭知子  | 織田哲郎       | 織田哲郎  | 4:25  |
| 4.        | 「Don’t Think, It’s All Right」  | 前田亘輝  | 鈴木キサブロー | 中島正雄  | 6:09  |
| 5.        | 「Keeping The Face」             | 前田亘輝  | 春畑道哉       | 春畑道哉  | 4:27  |
| 合計時間: | 合計時間:                        | 合計時間: | 合計時間:      | 合計時間: | 24:42 |

| #         | タイトル                 | 作詞      | 作曲      | 編曲      | 時間  |
| --------- | ------------------------ | --------- | --------- | --------- | ----- |
| 6.        | 「After The Rain」       | 松本玲二  | 清岡千穂  | 中島正雄  | 4:41  |
| 7.        | 「I Think of You」       | 春畑道哉  | 春畑道哉  | 春畑道哉  | 4:11  |
| 8.        | 「Heart of Rock’n Roll」 | 前田亘輝  | 前田亘輝  | TUBE      | 4:06  |
| 9.        | 「Lonely Revolution」    | 亜蘭知子  | 織田哲郎  | 織田哲郎  | 4:29  |
| 10.       | 「See You Again」        | 森山進治  | 織田哲郎  | 織田哲郎  | 5:33  |
| 合計時間: | 合計時間:                | 合計時間: | 合計時間: | 合計時間: | 23:00 |

## スタッフ・クレジット
- CDブックレットに記載されたクレジットを参照[27]。

### 参加ミュージシャン
- 斎藤ノブ – パーカッション
- 吉川忠英 – アコースティック・ギター
- 坪倉唯子 – コーラス

### 録音スタッフ
- TUBE – サウンド・プロデューサー
- 長戸大幸 – プロデューサー
- 小松久 – ディレクター
- 寺尾広 – ディレクター
- 西秀男 – レコーディング・エンジニア、ミキシング・エンジニア
- いしいひさと – アシスタント・エンジニア
- 井之上達郎 – アシスタント・エンジニア
- 市川孝之 – アシスタント・エンジニア
- 島田勝弘 – アシスタント・エンジニア
- バードマン・ミキシング・チーム – アシスタント・エンジニア

### 美術スタッフ
- 仁張明男 – アート・ディレクション、デザイン
- 橋本尚美 – デザイン
- わたせせいぞう – イラストレーション

### その他スタッフ
- Peavey Electronics（英語版） – サンクス
- ヴァレー・アーツ – サンクス
- カシオ計算機 – サンクス
- フェルナンデス – サンクス
- オベーション – サンクス
- プロマーク（英語版） – サンクス
- コルグ – サンクス
- ヤマハR&D – サンクス
- 伊藤一義 – スペシャル・サンクス
- 小野塚晃 – スペシャル・サンクス
- 栗林誠一郎 – スペシャル・サンクス
- 中島正雄 – スペシャル・サンクス
- 渡部良 – スペシャル・サンクス
- 津田敏忠 – スペシャル・サンクス
- なかむらけん – スペシャル・サンクス
- ホワイトミュージック – マネージメント・オフィス
- TUBE RIDERS – TUBEオフィシャル・ファンクラブ
- 橋爪健康 – エグゼクティブ・プロデューサー
- 菅原潤一 – エグゼクティブ・プロデューサー

## チャート
| チャート         | リリース年 | 最高順位 | 登場週数 | 売上数  | 規格       | 出典  |
| ---------------- | ---------- | -------- | -------- | ------- | ---------- | ----- |
| 日本（オリコン） | 1988年     | 8位      | 12回     | 0.8万枚 | LP         | [ 4 ] |
| 日本（オリコン） | 1988年     | 10位     | 10回     | 7.8万枚 | LP, CT, CD | [ 3 ] |

## リリース日一覧
| No. | リリース日     | レーベル                                     | 規格         | カタログ番号 | 備考                   | 出典                 |
| --- | -------------- | -------------------------------------------- | ------------ | ------------ | ---------------------- | -------------------- |
| 1   | 1988年12月21日 | CBS・ソニー                                  | LP           | 28AH-5185    |                        | [ 3 ] [ 19 ]         |
| 2   | 1988年12月21日 | CBS・ソニー                                  | CT           | 28KH-5185    |                        | [ 3 ] [ 19 ]         |
| 3   | 1988年12月21日 | CBS・ソニー                                  | CD           | 32DH-5185    |                        | [ 3 ]                |
| 4   | 1991年7月1日   | ソニー・ミュージックレコーズ                 | CD           | SRCL-2016    |                        | [ 28 ] [ 29 ]        |
| 5   | 2003年7月2日   | ソニー・ミュージックアソシエイテッドレコーズ | CD           | AICL-1457    |                        | [ 19 ] [ 30 ] [ 31 ] |
| 6   | 2012年11月7日  | ソニー・ミュージックレーベルズ               | AAC-LC       | -            | デジタル・ダウンロード | [ 32 ]               |
| 7   | 2012年11月7日  | ソニー・ミュージックレーベルズ               | ロスレスFLAC | -            | デジタル・ダウンロード | [ 33 ]               |